# نیکولای ورگلند
نیکولای ورگلند (نروژی: Nicolai Wergeland; ۹ نوامبر ۱۷۸۰ – ۲۵ مارس ۱۸۴۸) کشیش، نویسنده و سیاستمدار اهل نروژ بود. وی عضو مجلس مؤسسان نروژ بود که قانون اساسی نروژ را در ۱۷ می ۱۸۱۴ تدوین کرد. او یکی از دو نماینده منتخب از شهر کریستیان ساند برای مجلس مؤسسان در سال ۱۸۱۴ بود. او اتحادیه‌ها را نمایندگی می‌کرد و در شرایط مناسبی وارد مجلس مؤسسان شد و پیش‌نویس قانون اساسی را ارائه داد.